# Gnojnica (gromada)
Gnojnica – dawna gromada, czyli najmniejsza jednostka podziału terytorialnego Polskiej Rzeczypospolitej Ludowej w latach 1954–1972.
Gromady, z gromadzkimi radami narodowymi (GRN) jako organami władzy najniższego stopnia na wsi, funkcjonowały od reformy reorganizującej administrację wiejską przeprowadzonej jesienią 1954 do momentu ich zniesienia z dniem 1 stycznia 1973, tym samym wypierając organizację gminną w latach 1954–1972.
Gromadę Gnojnica z siedzibą GRN w Gnojnicy utworzono – jako jedną z 8759 gromad na obszarze Polski – w powiecie dębickim w woj. rzeszowskim na mocy uchwały nr 19/54 WRN w Rzeszowie z dnia 5 października 1954. W skład jednostki wszedł obszar dotychczasowej gromady Gnojnica oraz część obszaru dotychczasowej gromady Brzyzna ze zniesionej gminy Ropczyce, a także obszar dotychczasowej gromady Góra Ropczycka ze zniesionej gminy Sędziszów – w tymże powiecie. Dla gromady ustalono 27 członków gromadzkiej rady narodowej.
1 stycznia 1956 gromada weszła w skład nowo utworzonego powiatu ropczyckiego w tymże województwie.
1 stycznia 1970 z gromady Gnojnica wyłączono część terenów wsi Góra Ropczycka o powierzchni 34,6218 ha, włączając ją do miasta Sędziszowa Małopolskiego w tymże powiecie.
Gromada przetrwała do końca 1972 roku, czyli do kolejnej reformy gminnej.